# سيلفوس
سيلفوس (بالإنجليزية: Selfoss)‏ هي مدينة تتبع الإقليم الجنوبي . بلغ عدد سكانها 6878 نسمة في 2016 . تبلغ مساحتها 2000000 متر مربع .

## الموقع
تشترك في الحدود مع:
- Flúðir [الإنجليزية]‏.

## مدن توأم
المدن التوأم:
- سافونلينا
- آرندال
- كالمار
- آسيات.

## أعلام
- يون دادي بودفارسون